# سونيا غريناخر
سونيا غريناخر (من مواليد 1 يوليو 1992) هي لاعبة كرة سلة ألمانية. مثلت ألمانيا في دورة الألعاب الأولمبية الصيفية 2024، وحصلت على الميدالية الذهبية في مسابقة كرة السلة 3×3 للسيدات.